# Championship Wrestling from Florida
A Championship Wrestling from Florida (CWF) foi uma promoção independente de wrestling profissional e corporação estadunidense, que tinha escritórios em Tampa, Flórida, tendo Eddie Graham como o primeiro promotor da federação, que acabou falindo em 1987. Ela é comumente (mas incorretamente) referida à Florida Championship Wrestling, mas existe uma promoção atual de mesmo nome, que é atual território de desenvolvimento da WWE.
A CWF foi parte da National Wrestling Alliance, conhecida como NWA Florida. Os wrestlers de destaque no início da federação são Lou Thesz, Bob Orton, Jr., Bob Orton, Sr., os Funks (Terry e Dory), Dusty Rhodes e Kevin Sullivan.

## Títulos
- NWA Florida Heavyweight Championship
- NWA Florida Southern Heavyweight Championship
- NWA Florida Television Championship
- NWA Florida Bahamian Championship
- NWA Florida Brass Knuckles Championship
- NWA Florida X Division Championship
- NWA Florida Women's Championship
- NWA Florida Junior Heavyweight Championship
- NWA Florida Tag Team Championship
- NWA Florida United States Tag Team Championship
- NWA Florida Southern Tag Team Championship
- NWA Florida Global Tag Team Championship